# Kefermarkt
Kefermarkt est une commune autrichienne du district de Freistadt en Haute-Autriche.

## Histoire

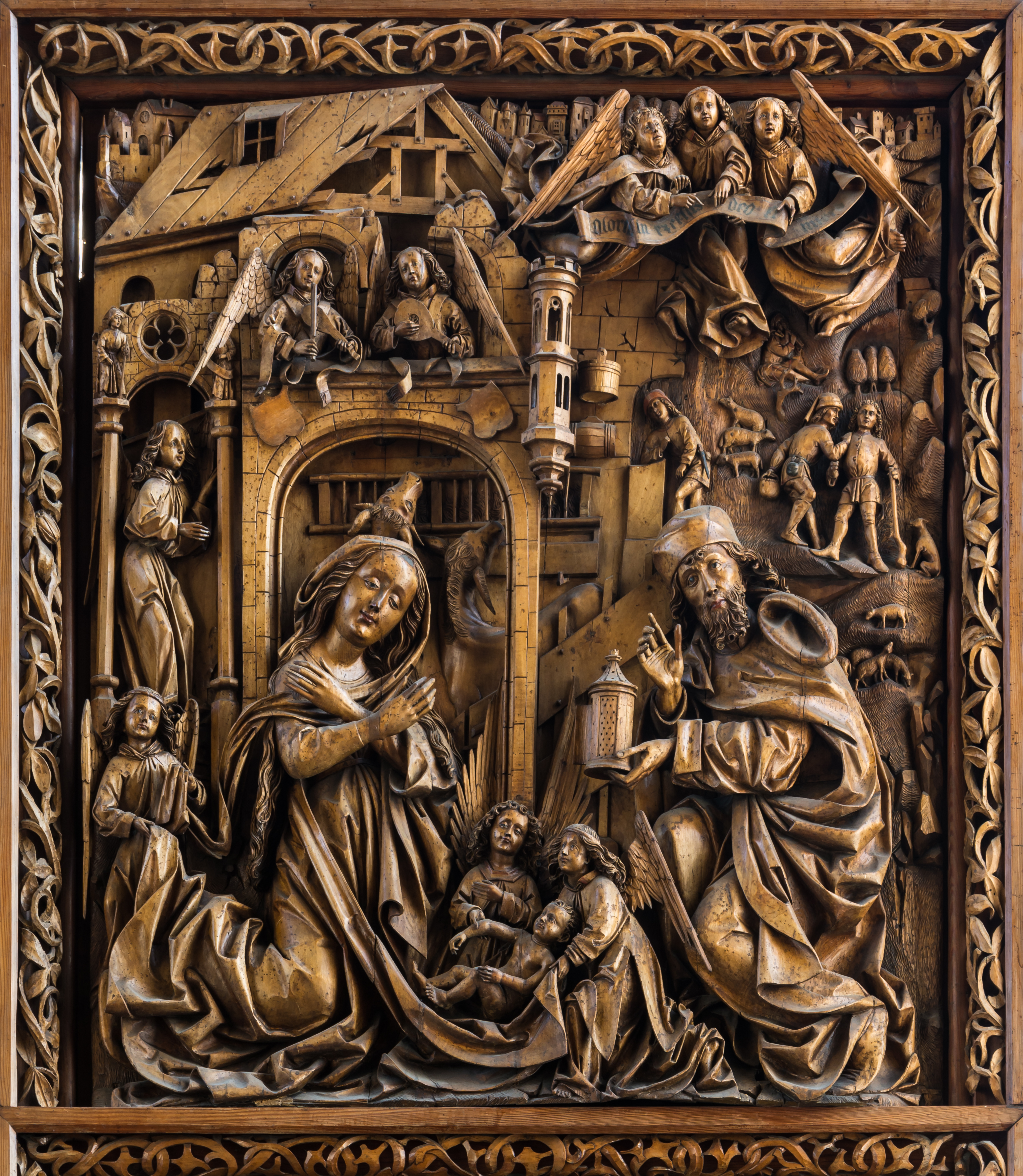
La nativité du Christ dans l'église de Kefermarkt, œuvre datant des alentours de 1497.
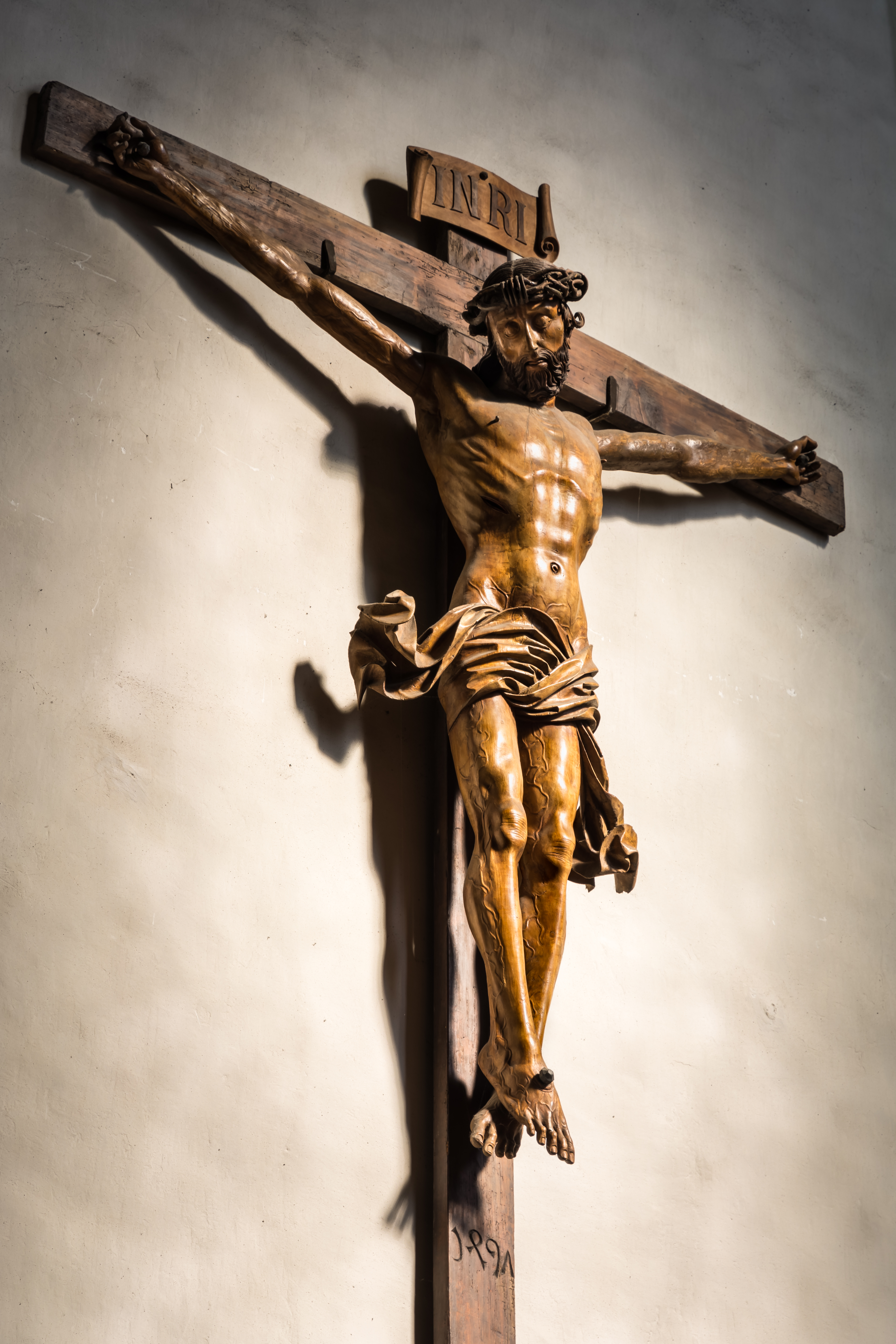
Un crucifix. Œuvre datant de 1497.
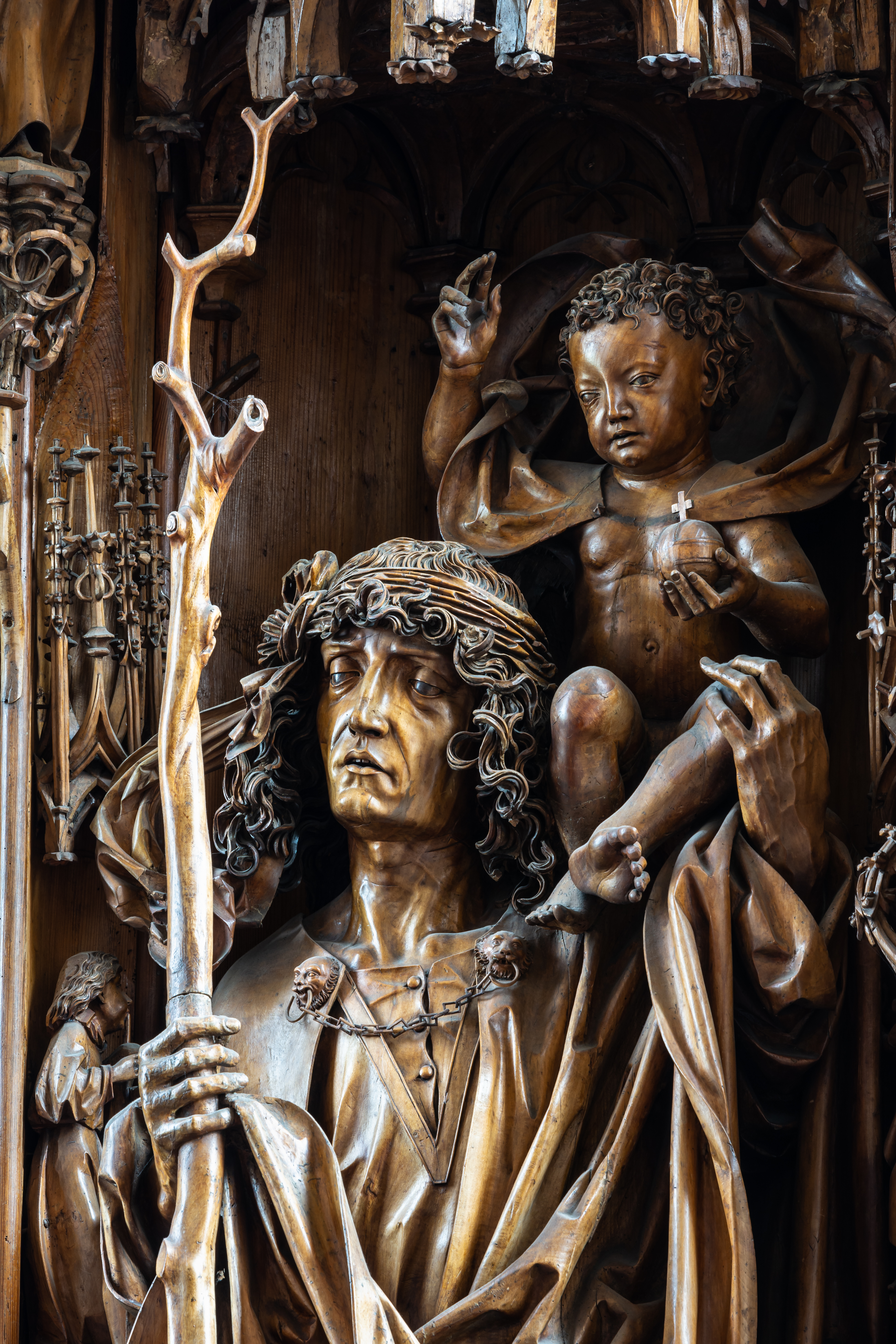
Saint Christophe, dans le Kefermarkter Flügelaltar (de) de l'église de Kefermarkt. Œuvre datant des alentours de 1497.
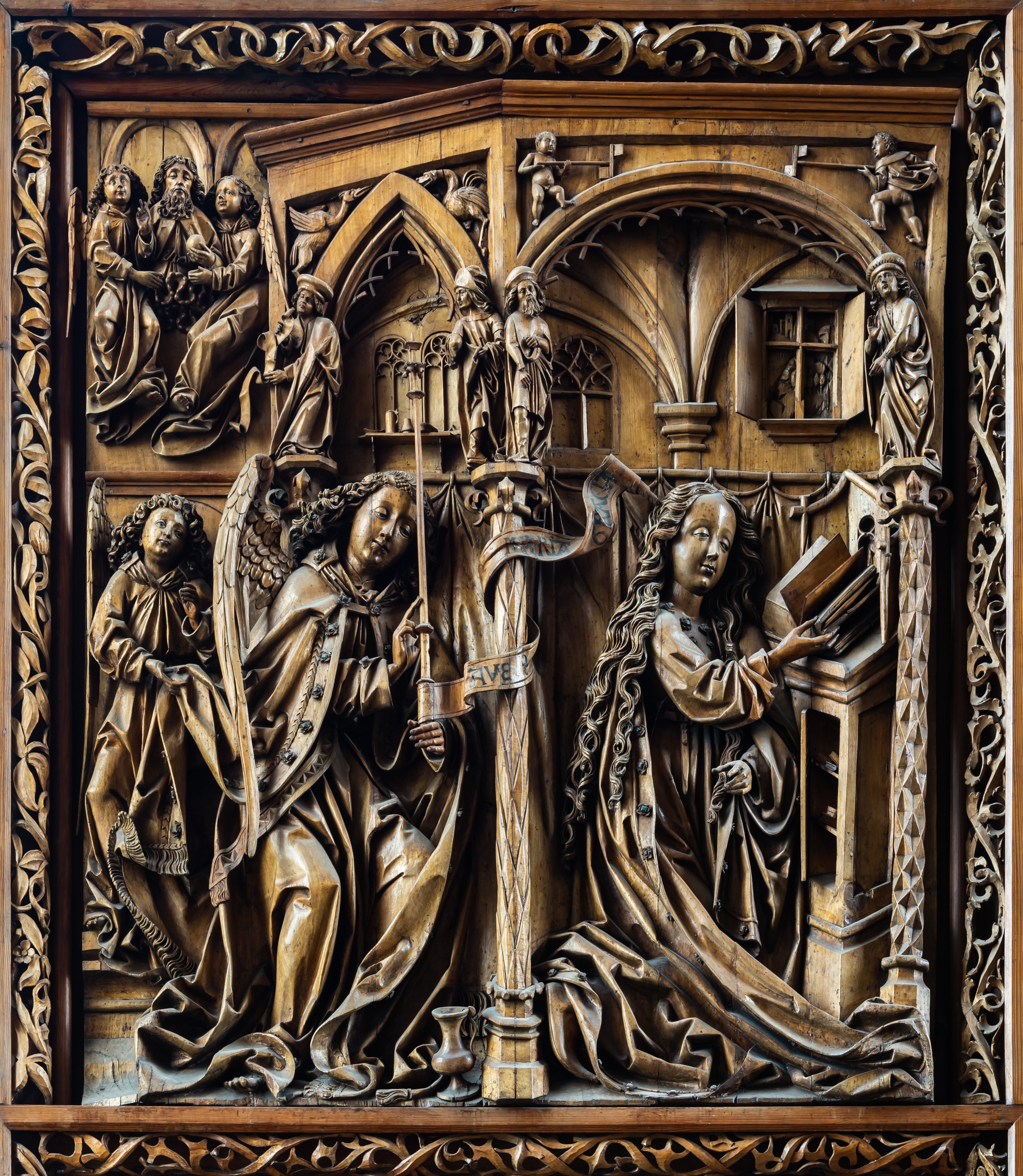
L'Annonciation, dans l'église de Kefermarkt, aux alentours de 1497.